# 32609 Jamesfagan
32609 Jamesfagan è un asteroide della fascia principale. Scoperto nel 2001, presenta un'orbita caratterizzata da un semiasse maggiore pari a 3,0171755 UA e da un'eccentricità di 0,1990825, inclinata di 1,53365° rispetto all'eclittica.